# Llista de propietats termodinàmiques
El que segueix és una llista de propietats termodinàmiques. Les propietats específiques s'expressen per unitat de massa; en algunes circumstàncies, però, s'usen altres dimensions, com ara per mol.
| Propietat                                                        | Símbol                                              | Unitats  | Extensiva? | Intensiva? | Conjugada            | Potencial? | Funció d'estat? | Funció de procés? |
| ---------------------------------------------------------------- | --------------------------------------------------- | -------- | ---------- | ---------- | -------------------- | ---------- | --------------- | ----------------- |
| Activitat                                                        | {\displaystyle a}                                   | –        |            | 1          |                      |            | 1               |                   |
| Altitud                                                          |                                                     | m        | 1          |            |                      |            | 1               |                   |
| Calor                                                            | {\displaystyle Q}                                   | J        | 1          |            |                      |            |                 | 1                 |
| Capacitat tèrmica (a pressió constant)                           | {\displaystyle C_{p}}                               | J/K      | 1          |            |                      |            | 1               |                   |
| ↳ Capacitat tèrmica específica (a pressió constant)              | {\displaystyle c_{p}}                               | J/(kg·K) |            | 1          |                      |            | 1               |                   |
| Capacitat tèrmica (a volum constant)                             | {\displaystyle C_{v}}                               | J/K      | 1          |            |                      |            | 1               |                   |
| ↳ Capacitat tèrmica específica (a volum constant)                | {\displaystyle c_{v}}                               | J/(kg·K) |            | 1          |                      |            | 1               |                   |
| Compressibilitat (adiabàtica)                                    | {\displaystyle \beta _{S}}, {\displaystyle \kappa } | Pa−1     |            | 1          |                      |            | 1               |                   |
| Compressibilitat (isoterma)                                      | {\displaystyle \beta _{T}}, {\displaystyle \kappa } | Pa−1     |            | 1          |                      |            | 1               |                   |
| Conductivitat tèrmica                                            | {\displaystyle k}                                   | W/(m·K)  |            | 1          |                      |            | 1               |                   |
| Constant crioscòpica                                             | {\displaystyle K_{f}}                               | K·kg/mol |            |            |                      |            |                 |                   |
| Constant dels gasos                                              | {\displaystyle R,{\bar {R}}}                        | J/K      |            | 1          |                      |            |                 |                   |
| ↳ Constant dels gasos específica (per una substància particular) | {\displaystyle R_{S}}                               | J/(kg K) |            | 1          |                      |            |                 |                   |
| Constant ebullioscòpica                                          | {\displaystyle K_{b}}                               |          |            |            |                      |            |                 |                   |
| Densitat                                                         | {\displaystyle \rho }                               | kg/m³    |            | 1          |                      |            | 1               |                   |
| Difusivitat tèrmica                                              | {\displaystyle \alpha }                             | m²/s     |            | 1          |                      |            | 1               |                   |
| Dilatació tèrmica (lineal)                                       | {\displaystyle \alpha _{L}}                         | K−1      |            | 1          |                      |            | 1               |                   |
| Dilatació tèrmica (àrea)                                         | {\displaystyle \alpha _{A}}                         | K−1      |            | 1          |                      |            | 1               |                   |
| Dilatació tèrmica (volumètrica)                                  | {\displaystyle \alpha _{V}}                         | K−1      |            | 1          |                      |            | 1               |                   |
| Energia interna                                                  | {\displaystyle U}                                   | J        | 1          |            |                      | 1          | 1               |                   |
| ↳ Energia interna específica                                     | {\displaystyle u}                                   | J/kg     |            | 1          |                      |            | 1               |                   |
| Energia lliure de Gibbs                                          | {\displaystyle G}                                   | J        | 1          |            |                      | 1          | 1               |                   |
| ↳ Energia lliure de Gibbs específica                             | {\displaystyle g}                                   | J/(kg K) |            | 1          |                      |            | 1               |                   |
| Energia lliure de Helmholtz                                      | {\displaystyle A}, {\displaystyle F}                | J        | 1          |            |                      | 1          | 1               |                   |
| Entalpia                                                         | {\displaystyle H}                                   | J        | 1          |            |                      | 1          | 1               |                   |
| Entropia lliure de Gibbs                                         | {\displaystyle \Xi }                                | J/K      | 1          |            |                      | (entròpic) | 1               |                   |
| Entropia lliure de Helmholtz                                     | {\displaystyle \Phi }                               | J/K      | 1          |            |                      | (entròpic) | 1               |                   |
| ↳ Entalpia específica                                            | {\displaystyle h}                                   | J/kg     |            | 1          |                      |            | 1               |                   |
| Entropia                                                         | {\displaystyle S}                                   | J/K      | 1          |            | Temperatura          | (entròpic) | 1               |                   |
| ↳ Entropia específica                                            | {\displaystyle s}                                   | J/(kg K) |            | 1          |                      |            | 1               |                   |
| Fugacitat                                                        | {\displaystyle f}                                   | N/m²     |            | 1          |                      |            | 1               |                   |
| Gran potencial                                                   | {\displaystyle \Omega }                             | J        | 1          |            |                      | 1          | 1               |                   |
| Massa                                                            | {\displaystyle m}                                   | kg       | 1          |            |                      |            |                 |                   |
| Nombre de partícules                                             | {\displaystyle N_{i}}                               | –        | 1          |            | Potencial químic     |            |                 |                   |
| Potencial químic                                                 | {\displaystyle \mu _{i}}                            | kJ/mol   |            | 1          | Nombre de partícules |            | 1               |                   |
| Pressió interna                                                  | {\displaystyle \pi _{T}}                            | Pa       |            | 1          |                      |            | 1               |                   |
| Pressió                                                          | {\displaystyle p}                                   | Pa       |            | 1          | Volum                |            | 1               |                   |
| Temperatura                                                      | {\displaystyle T}                                   | K        |            | 1          | Entropia             |            | 1               |                   |
| Títol de vapor                                                   | {\displaystyle \chi }                               | –        |            | 1          |                      |            | 1               |                   |
| Volum                                                            | {\displaystyle V}                                   | m³       | 1          |            | Pressió              |            | 1               |                   |
| ↳ Volum específic                                                | {\displaystyle v}                                   | m³/kg    |            | 1          |                      |            | 1               |                   |